# Altes Gaswerk (New Lanark)

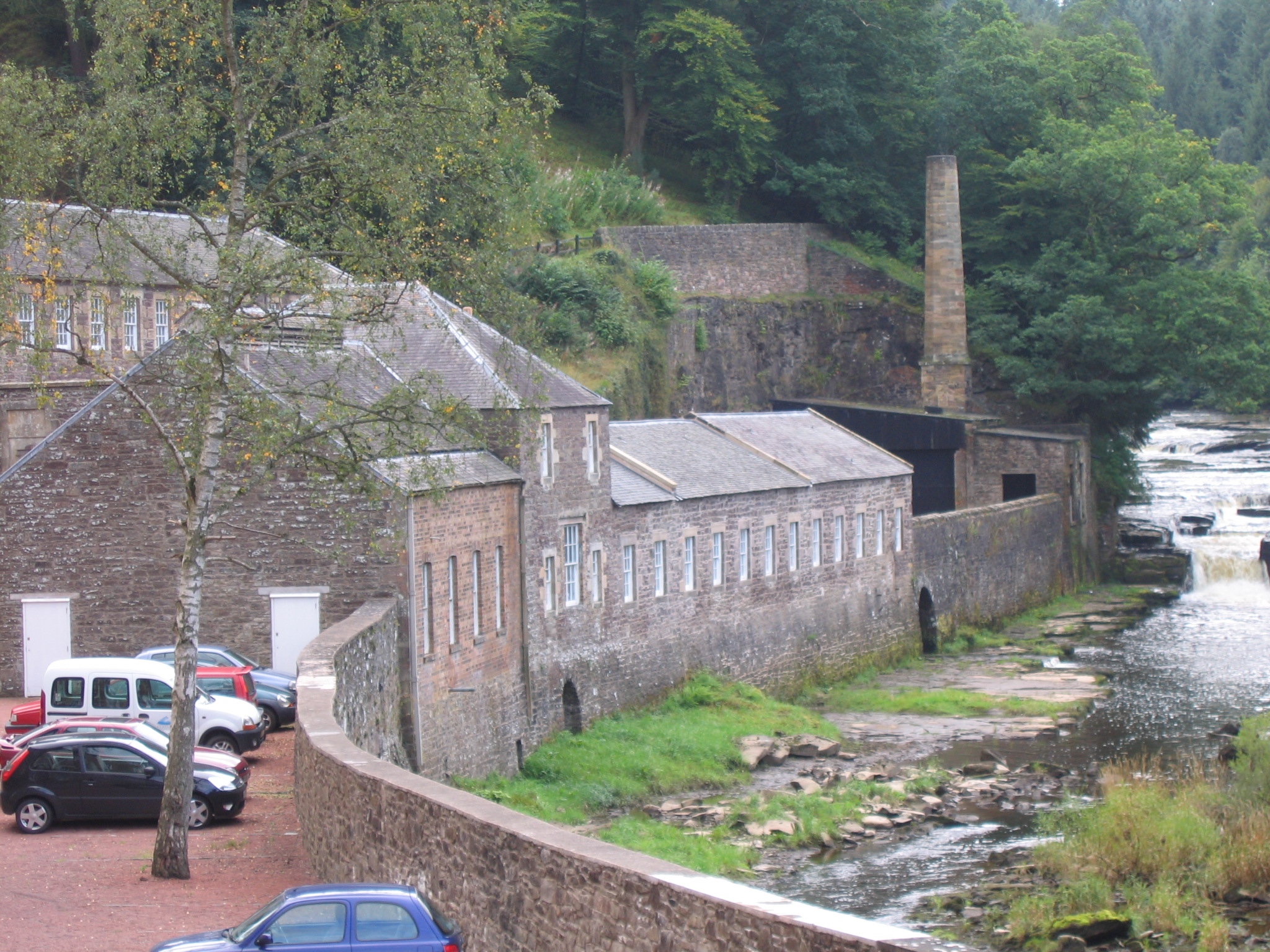
Das alte Gaswerk mit Kamin am Ende der Zeile

Das Alte Gaswerk von New Lanark ist ein ehemaliges Gaswerk in der schottischen Industriesiedlung New Lanark in der Council Area South Lanarkshire. 1974 wurde das Bauwerk in die schottischen Denkmallisten in der höchsten Denkmalkategorie A aufgenommen. Außerdem ist es Teil des Weltkulturerbes New Lanark.

## Geschichte
In der Mitte der 1780er Jahre ließ David Dale den Wollmühlenkomplex New Lanark erheblich erweitern. Wert legte Dales Nachfolger Robert Owen auf die Verbesserung der Arbeits- und Wohnbedingungen der Arbeiter. Hierzu zählte auch die Einrichtung des Gaswerks um 1825. Das gewonnene Leuchtgas diente sowohl der Beleuchtung der Betriebsstätten als auch der Straßen und Gebäude. Mit Werksschließung 1968 wurde auch das Gaswerk obsolet.

## Beschreibung
Das Alte Gaswerk bildet den südlichen Abschluss von New Lanark. Es steht an einer Klippe oberhalb der Wasserfälle des Clyde. Sein oktogonaler Kamin stellt eine prominente Landmarke innerhalb des Komplexes dar. Er besteht aus Naturstein und nicht aus Ziegelstein wie die meisten erhaltenen Kamine aus dieser Zeit. Im Laufe des 19. Jahrhunderts wurde ein Ziegelsteinkamin hinzugefügt. Dieser gehörte zu einer Anlage zur Gasproduktion für Dampfmaschinen und wurde zwischenzeitlich abgebrochen. Neben dem U-förmigen Gebäude speicherten einst zwei kleine Gasspeicher das produzierte Leuchtgas.